# 火紅海豬魚
火紅海豬魚，為輻鰭魚綱鱸形目隆頭魚亞目隆頭魚科的其中一種，被IUCN列為易危保育類動物，分布於東太平洋的雷維拉吉哥多島與可可島海域，棲息深度1-3公尺，體長可達12.5公分，棲息在島嶼周邊岩石海域，生活習性不明。